# 白鶴酒造資料館
白鶴酒造資料館（はくつるしゅぞうしりょうかん）は神戸市東灘区にある日本酒醸造に関する博物館。白鶴酒造本社敷地内にあり、古い酒蔵をそのまま酒造資料館として公開している。

## 概要
1910年代に建造、1969年3月まで本店1号蔵として稼働していた酒蔵をそのまま資料館に転用した。展示内容は主に清酒の製造工程であり、昔ながらの酒造工程をそのまま保存し、作業内容を再現するため等身大の人形を配置している。利き酒コーナーもある。
兵庫県博物館協会加盟館。ひょうごっ子ココロンカードの対象施設になっている。

## 利用情報
- 営業時間　09:30～16:30（ただし、入館は16：00まで、団体は予約制）
- 定休日：年末年始、お盆

## 交通アクセス
- 阪神住吉駅 から徒歩5分